# 胡希顏
胡希顏（1462年—？），字宗哲，陝西西安府乾州人，軍籍，明朝政治人物。

## 生平
陝西鄉試第四十八名舉人。弘治三年（1490年）中式庚戌科會試第二百六十一名，三甲第一百四十九名進士。选授監察御史，十三年六月陳邊務六事。十四年查盘遼東兵儲，回京後奏邊備事宜。十六年巡按宣大，十二月被逮问，十七年正月出为山西按察司佥事，正德三年（1508年）六月升江西副使，四年五月因前在山西刷卷有埋没者，被罚米二百石。六年正月考察以不謹闲住。

## 家族
曾祖胡二；祖父胡順；父胡彬，母劉氏。具庆下。